# Nyírcsaholy
Nyírcsaholy är en ort i Ungern.   Den ligger i provinsen Szabolcs-Szatmár-Bereg, i den nordöstra delen av landet, 250 km öster om huvudstaden Budapest. Nyírcsaholy ligger 119 meter över havet och antalet invånare är 2 251.
Terrängen runt Nyírcsaholy är platt, och sluttar österut. Runt Nyírcsaholy är det ganska tätbefolkat, med 86 invånare per kvadratkilometer. Närmaste större samhälle är Mátészalka, 5,8 km norr om Nyírcsaholy. Omgivningarna runt Nyírcsaholy är en mosaik av jordbruksmark och naturlig växtlighet.